# M247 DIVAD
Il M247 DIVAD (DIVision Air Defence Gun System), chiamato anche Sgt. York dal nome di un eroe americano della prima guerra mondiale, fu un semovente antiaereo sviluppato dalla ditta statunitense Ford Aerospace alla fine degli anni settanta del XX secolo. Basato sullo scafo del carro da battaglia Chrysler M48A5 Patton, montava una nuova torretta costruita dalla Ford Aerospace and Communication Corporation equipaggiata con due cannoni Bofors 40/70 mm e un radar di controllo del tiro General Electric AN/APG-66
Il DIVAD avrebbe dovuto rimpiazzare il precedente semovente M163 VADS (Vulcan Air Defense System), operando sul campo di battaglia insieme al carro pesante da combattimento M1 Abrams e al veicolo corazzato da trasporto truppe M2/M3 Bradley.

## Sviluppo

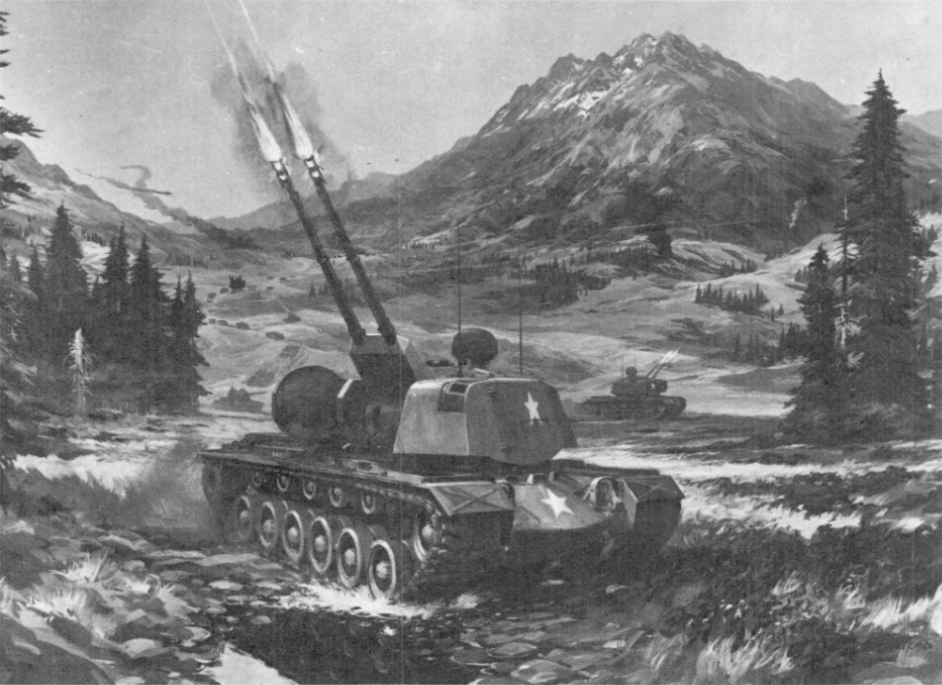
Un disegno artistico di un semovente M247 DIVAD in azione in Europa centrale.

A partire dal 1944, nel tentativo di proteggere dagli attacchi aerei le colonne avanzanti, l'US Army immise in servizio il semovente antiaereo M19 Multiple Gun Motor Carriage basato sullo scafo del carro leggero M24 Chaffee ed equipaggiato con due cannoni Bofors 40/60 installati in una torretta girevole aperta. Quando i carri M24 furono ritirati dal servizio operativo, le torrette vennero installate sugli scafi del più moderno carro M41 Walker Bulldog, dando vita al semovente M42 Duster che, introdotto nel 1953, rimase in servizio fino agli anni settanta, ed ebbe impiego bellico in Vietnam.
A causa della cancellazione del programma relativo al semovente Vigilante, e poi del fallimento dell'ambizioso MIM-46 Mauler, esclusivamente dotato di armamento missilistico, l'US Army optò per l'introduzione in servizio di due differenti sistemi, lo M163 Vulcan Air Defense System, equipaggiato con un cannone a 7 canne rotanti da 20 mm, e il MIM-72 Chaparral, equipaggiato con 4 missili superficie-aria AIM-9 Sidewinder. Entrambi i sistemi erano limitati dallo scafo adottato, quello del veicolo da trasporto truppe M113 per il primo, e quello del veicolo da trasporto M548 per il secondo, che ne limitava la mobilità sul campo di battaglia. Per ovviare a questi limiti nel corso degli anni settanta l'US Army emise un nuovo requisito, definito il 26 aprile 1977, relativo ad un semovente antiaereo basato sullo scafo del carro da battaglia M48 Patton o dell'M60 Patton unito a una torretta completamente chiusa, equipaggiata con uno o due cannoni da 30, 35 o 40 mm, un radar di inseguimento e controllo del tiro, e un sistema IFF (Identification Friend or Foe). Al requisito risposero la Ford, la General Dynamics, la General Electric Company, la Raytheon, e la Sperry Giroscope, ed al termine della valutazione iniziale vennero scelte la proposte General Dynamics e Ford. Il 13 gennaio 1978. fu autorizzata la costruzione di due prototipi, designati rispettivamente XM246 e XM247, al costo di 79 milioni di dollari, da consegnare a Fort Bliss nel giugno 1980.

### Gli altri partecipanti

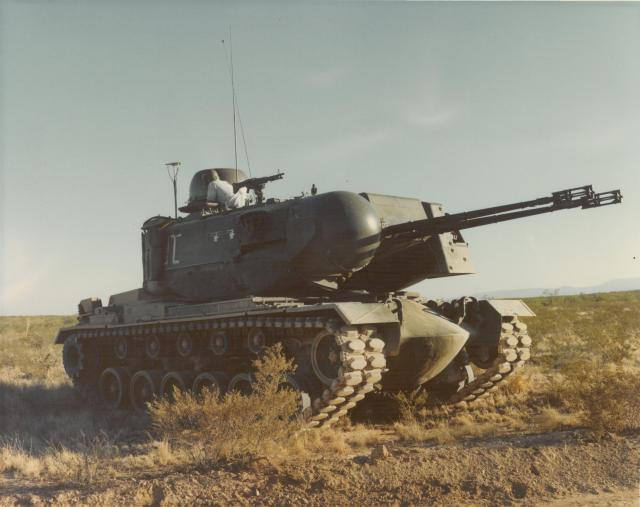
Il prototipo del semovente contraereo General Dynamics XM246, l'altro concorrente del programma DIVAD.

Al concorso DIVAD risposero cinque aziende, e tutte accettarono di installare i propri sistemi sugli chassis del carro da battaglia M48 che sarebbero stati forniti dal governo americano, tratti dai depositi dell'esercito:
- Sperry Rand, che presentò un sistema basato sul precedente semovente T249 Vigilante,[13] con una torretta equipaggiata con un cannone a sei canne rotanti T250 da 37 mm, ricalibrato dalla Maremont in 35 mm, come l'Oerlikon KDA da 35 mm di serie, ampiamente utilizzato nella NATO nel ruolo contraereo.[14] I cannoni potevano sparare 3.000 colpi al minuto in funzione antiaerea, o 180 contro bersagli terrestri, alimentati da un magazzino circolare contenente 1.464 colpi.[11] La torretta di alluminio era sormontata da due radar, uno di scoperta e uno di controllo del tiro e da un sistema IFF, tutti di produzione Sperry, un sistema LLLTV (Low Light Level TV), un sistema di puntamento laser, e un computer Teledyne.[13]
- General Electric, che presentò un sistema basato sul cannone a canne rotanti General Electric GAU-8A Avenger[N 7] da 30 mm e un radar di scoperta/controllo del tiro Rockwell, poi sostituito da uno della Westinghouse.[11]
- Raytheon', che propose di utilizzare la torretta CA-1 già installata nella versione olandese del semovente antiaereo tedesco Gepard.[11] La torretta utilizzava gli stessi cannoni del Gepard, due Oerlikon KDA da 35 mm, accoppiati da un radar Hollandse Signaalapparaten 5PZF-C, poi sostituito da uno della Westinghouse, e un sistema di controllo del tiro Oerlikon Contraves. La Raytheon dimostrò che la torretta, progettava per il carro Leopard 1, poteva essere adattata facilmente all'M48A5.[11]
- General Dynamics, che presentò nuova torretta di alluminio equipaggiata con due cannoni Mauser F-30 da 30 mm o Oerlikon KDA da 35 mm, posizionati sui lati esterni, come nel Gepard.[13] I cannoni potevano sparare in modo automatico o semiautomatico, con un rateo di fuoco di 1.100 colpi al minuto alimentati da caricatori da 600 colpi. Il radar e il sistema di controllo del fuoco era derivato da quello del sistema CIWS Phalanx dell'US Navy, con il radar inseguimento montato sulla parte anteriore della torretta, accanto ai cannoni, e il radar di ricerca in alto.[13] La torretta includeva un sistema ottico di tiro stabilizzato in modo indipendente e un telemetro laser per impiego manuale.[3]
- Ford Aerospace, che presentò una torretta equipaggiata con due cannoni Bofors 40/L70 da 40 mm,[12] posizionati al centro della torretta in modo simile alla proposta General Dynamics, e un radar di controllo del tiro General Electric AN/APG-66.[3]

## Tecnica
Lo scafo del semovente, costruito in acciaio speciale, era quello del carro da battaglia Chrysler M48A5, dotato di sospensione barre a torsione, con 6 rulli portanti doppi in gomma per ciascun lato, con la ruota motrice posta dietro a quella di rinvio avanti, e cinque rulli di guida. La protezione era completa, a differenza dell'M42, con il frontale dello scafo che raggiungeva i 120 mm di acciaio, e 76 mm ai fianchi.
La motorizzazione verteva sul motore diesel Continental AVDS-1790-2D erogante 760 hp (560 kW), sistemato in posizione posteriore, così come la trasmissione Allison CD-850-6A. Il pilota si trovava posto sulla parte anteriore dello scafo.

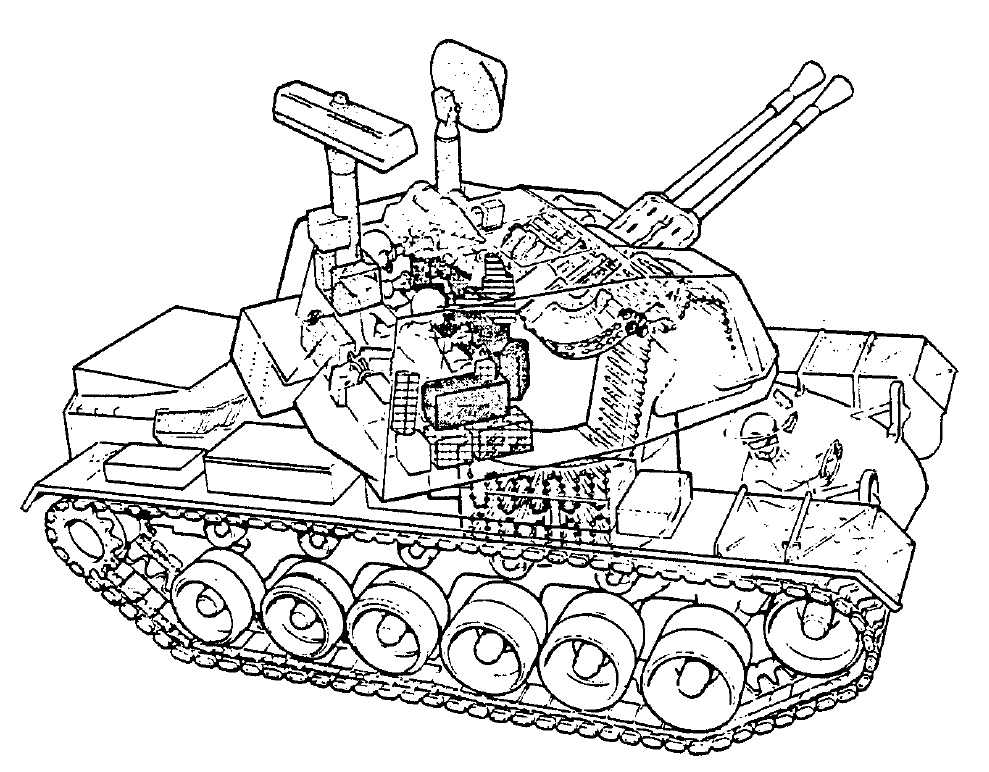
Un disegno dell'M247. Da notare: i 2 radar -rettangolare quello di ricerca, conico quello di tiro sulla torretta, e l'alimentazione a nastro continuo dei cannoni con le maglie sotto all'anello di rotazione della torretta

La torretta, dove si trovavano gli altri due membri dell'equipaggio era di forma squadrata, e conteneva i due radar, entrambi sistemati posteriormente alla stessa. Il radar doppler rotante per la ricerca aerea, con antenna cilindrica, Westinghouse AN/APG-66 operante in banda I, dotato di sistema IFF integrato, era posto a sinistra, mentre il radar di tiro per l'inseguimento del bersaglio era posizionato posteriormente. Entrambi erano ripiegabili per ridurre l'altezza del veicolo in movimento. Il cannoniere era posto a sinistra, mentre il capopezzo si trovava a destra.
Il complesso di fuoco era costituito da una torretta ruotante sui 360°, contenente una coppia di cannoni Bofors L/70 da 40 mm, muniti di un tromboncino spegnifiamma, con alzo variabile da -5 a +85°. La celerità di tiro era pari a 600 colpi al minuto, con gittata massima teorica e pratica, rispettivamente, di 6.000 e 4.000 m. La velocità dei proiettili era di circa 1.030-1.100 m/s, a seconda del tipo, e il loro peso era di 2,3 kg. L'alimentazione dei cannoni si componeva di un complesso sistema a nastro, indipendente per ciascun pezzo, con una capacità totale di 502 colpi, che garantivano circa 15 minuti di fuoco. La struttura del contenitore delle munizioni, sistemato sotto i due cannoni, era di tipo cilindrico, con i nastri ripiegati ad 'S'. Il munizionamento adottato prevedeva l'impiego di due tipi di proiettili, HEPD (High Explosive Point -Detonating), e PFPX (Pre-Fragmenting Proximity-fuzing)
Il controllo del tiro era completamente automatico, ma era possibile passarlo in manuale. Per la direzione del tiro contro bersagli a terra il cannoniere disponeva di un sistema ottico di puntamento con incorporato un telemetro laser montato sul tetto, mentre il capopezzo disponeva di un periscopio panoramico, posizionato anch'esso sul tetto della torretta, e di vari periscopi fissi. La dotazione era completata da un fucile d'assalto M16 da 5,56 mm, sistemato in un'installazione fissa, e da 2 lancianebbia tripli sui lati della torretta.

## Impiego operativo
Secondo la pianificazione entrambe le società dovevano effettuare i test comparativi di accettazione presso il North McGregor Test Facility, ma l'inizio delle prove fu rimandato di due mesi in quanto entrambi i veicoli non erano ancora stati messi a punto. Durante le prove di tiro furono abbattuti due caccia North American F-86 Sabre, cinque elicotteri Bell UH-1 Huey e ventuno droni più piccoli. Dopo la fine della valutazione operativa su entrambi i prototipi, terminata nel novembre 1980, il 7 maggio 1981 l'US Army scelse per la produzione di serie la proposta Ford Aerospace, designata M247 "Sgt. York", ed emise un requisito per la produzione di 618 esemplari da assegnare ai gruppi contraerei dell'artiglieria divisionale ad un costo totale di 6,79 miliardi di dollari.

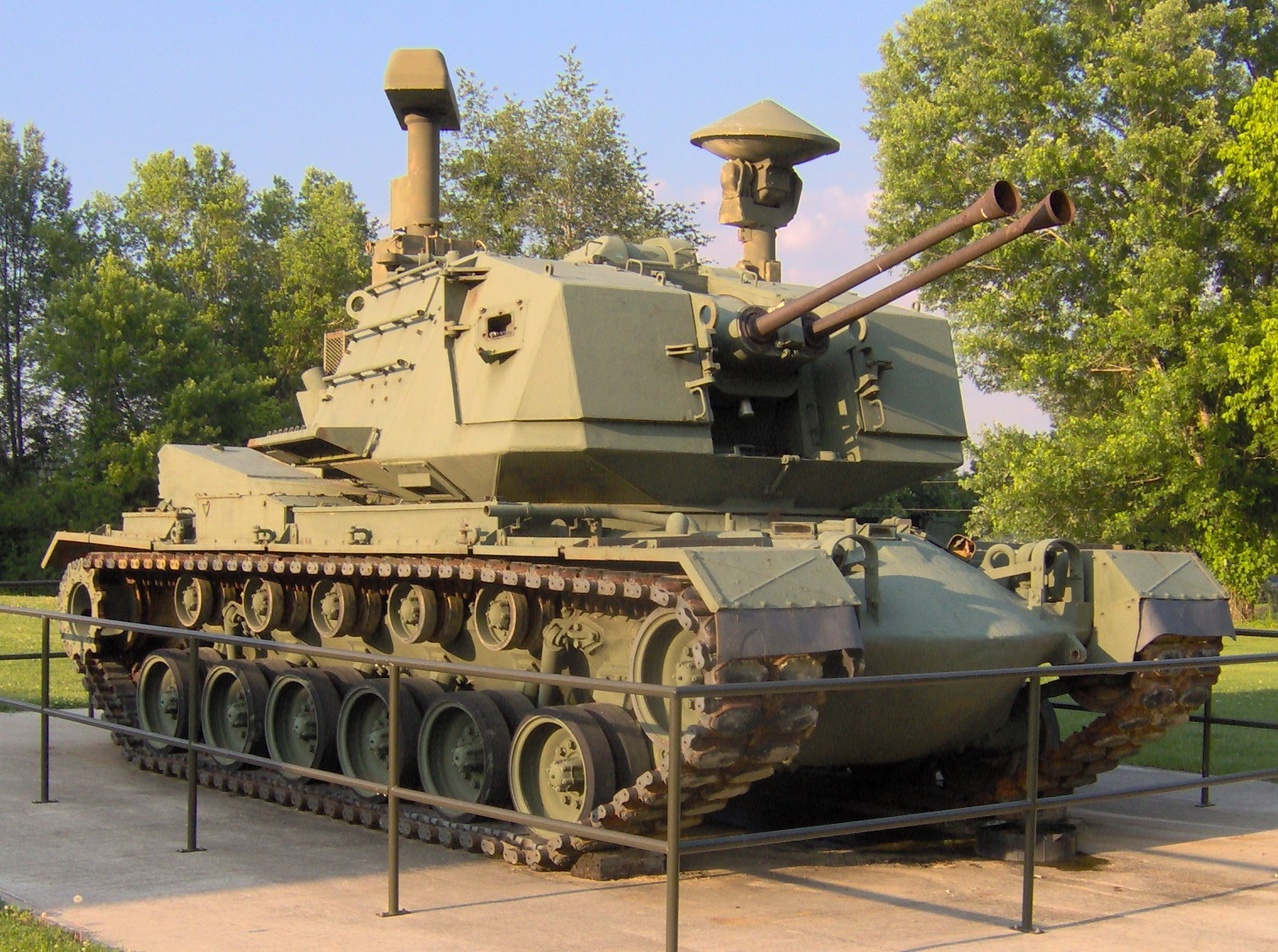
Un semovente M247 Sergeant York esposto presso il Sgt. Alvin C. York State Historic Park, Tennessee.

Durante i test RAM-D (affidabilità, disponibilità, manutenzione e durata) tenutisi dal novembre 1981 al febbraio 1982, emersero una vasta gamma di problemi di funzionamento. La torretta si dimostrò troppo lenta nella rotazione durante l'inseguimento contro bersagli in movimento, aveva seri problemi di funzionamento alle basse temperature, e si registrarono numerose perdite di fluido idraulico. La semplice suite di contromisure elettroniche (ECCM) presente a bordo si rivelò inadatta a sconfiggere anche i più semplici sistemi di inganno (jamming). I cannoni utilizzati, presi dai magazzini dell'US Army, erano in condizioni precarie a causa del negligente stoccaggio. Lo scafo dell'M48A5, con la nuova torretta che pesava 20 tonnellate, aveva difficoltà a seguire i più veloci carri da combattimento M1 Abrams (72 km/h) e gli IFV M2/M3 Bradley (66 km/h) di prima linea per via di una minore velocità (48 km/h). Il radar di ricerca derivato dall'APG-66, non riusciva a distinguere gli elicotteri dalla vegetazione che questi ultimi muovevano durante il volo a bassa quota, a causa del rumore di fondo che influiva sul segnale doppler. Inoltre, quando il radar tracciava bersagli in alta quota otteneva un errato ritorno dalla riflessione del fascio di onde sulla punta dei cannoni, in quanto essi, una volta posizionati al massimo dell'elevazione venivano colpiti dal fascio del radar, con un'eco di ritorno non agevolmente eliminabile.
Nel febbraio 1982 il prototipo fu mostrato a un gruppo di ufficiali americani e britannici giunti Fort Bliss, insieme a diversi membri del Congresso e ad altri VIP. Quando il computer centrale del mezzo fu attivato, immediatamente i cannoni andarono in punteria sparando verso lo stand dove si trovavano i visitatori, e provocando diversi feriti lievi tra i membri del gruppo saltati giù dal palco per mettersi al riparo. I tecnici della ditta lavorarono subito per risolvere il problema, e il sistema fu riavviato, ma quando iniziò a sparare i colpi caddero 300 metri davanti al mezzo. Nonostante tutti i tentativi effettuati il semovente non funzionò mai correttamente. Un manager della Ford disse che il malfunzionamento era dovuto al fatto che il veicolo era stato lavato prima della presentazione ufficiale, e si erano formate alcune incrostazioni che avevano influito sull'elettronica. In un rapporto sulla prova, il giornalista Gregg Easterbrook scherzosamente si chiese se non sarebbe mai piovuto nell'Europa centrale.
La produzione di serie iniziò verso la fine del 1983 in una fabbrica appositamente realizzata, la DIVAD, a Newport News. Purtroppo le prove operative rivelarono l'impossibilità di integrare efficacemente i vari sistemi d'arma adottati. Durante un test il radar di tiro di uno degli esemplari prodotti si agganciò al ventilatore estrattore di un gabinetto da campo scambiandolo per le pale del rotore di un elicottero, distruggendolo. Il giornalista Michael Duffy, a reporter della pubblicazione industriale Defense Week, che raccontò questo fatto ricevette pressione dai funzionari della Ford affinché descrivesse il bersaglio come la ventola di un edificio o una ventola di scarico.
Nonostante i problemi emersi il manager del programma all'interno dell'esercito americano, maggior generale James P. Maloney, espresse un cauto ottimismo arrivando a dichiarare: La batteria DIVAD composta da otto sistemi, più uno di riserva, attivata il 1º novembre 1984 a Fort Bliss per compiere i test, ha dimostrato un'affidabilità del 90% per la capacità dei sistemi completi. I sistemi sono stati in grado di operare per un ulteriore 2% del tempo anche se non pienamente operativi, e hanno avuto un tasso di inutilizzazione dell'8%. In seguito dichiarò anche che il semovente aveva ancora problemi con il software e le contromisure elettroniche, ma a mio parere non era certamente peggio di molti sistemi d'arma durante il periodo di sviluppo.

### Cancellazione del programma

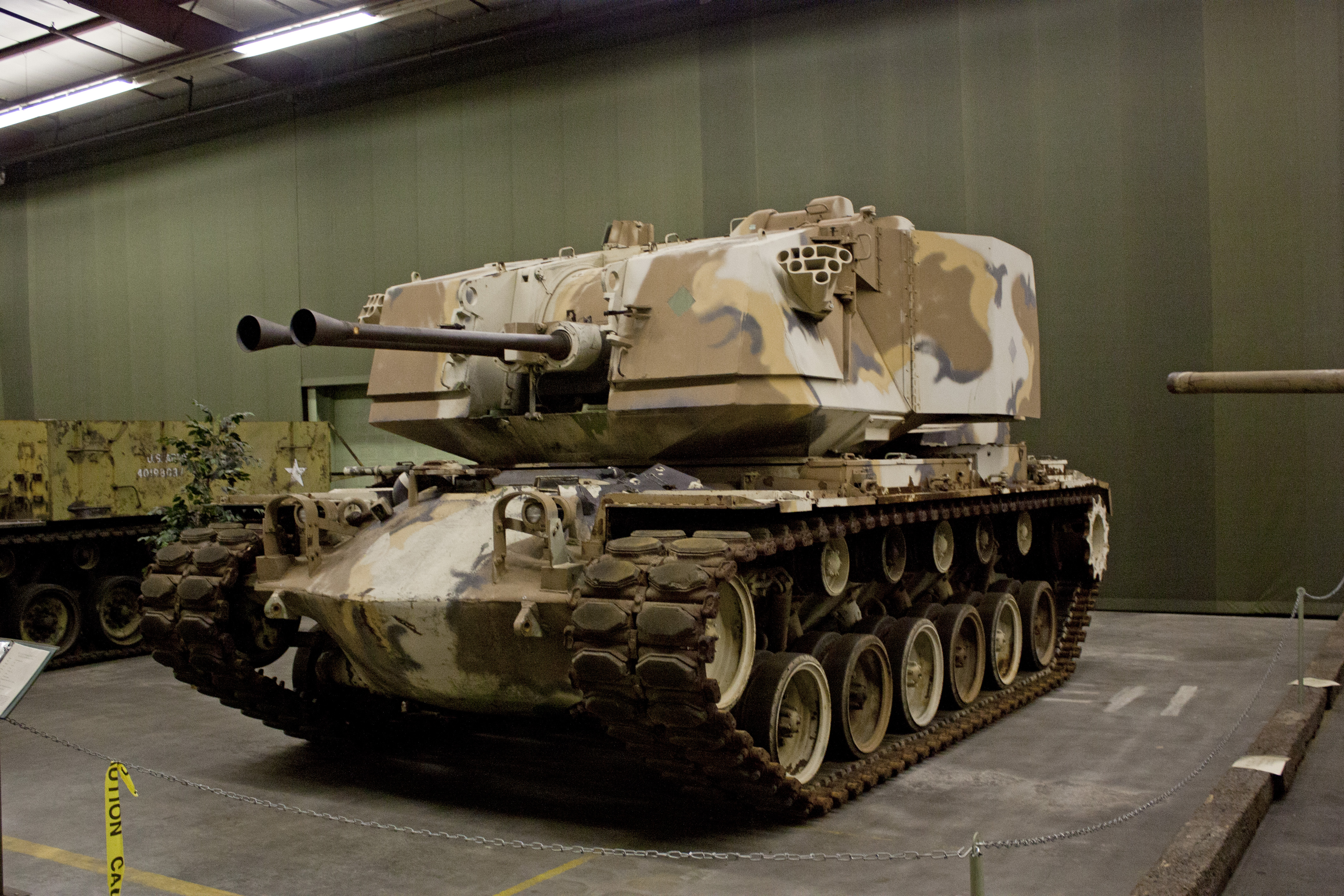
Un esemplare del semovente M247 DIVAD.

Nonostante la cattiva pubblicità sulla stampa e i problemi di sviluppo, l'US Army continuò ad esercitare pressioni affinché i primi sistemi d'arma fossero distribuiti ai reparti. Quando emersero le notizie che i nuovi elicotteri d'attacco sovietici raggiungevano una tangenza di più di 6.000 m, posizionandosi al di fuori del raggio d'azione del sistema DIVAD, l'esercito annunciò di voler prendere in considerazione l'aggiunta del missile Stinger al sistema, e ciò portò la stampa a credere che il sistema d'arma fosse totalmente inefficace. A Washington il governo iniziò a preoccuparsi dei problemi che affliggevano il sistema DIVAD, e il Segretario alla Difesa Caspar Weinberger stanziò 54 milioni di dollari per effettuare ulteriori test in condizioni operative. Il Congresso autorizzò lo stanziamento dei soldi per mantenere in vita il programma attraverso un ciclo di appositi collaudi, ma con l'avvertimento che i fondi sarebbero erogati solo se Weinberger avesse certificato che il sistema soddisfaceva o superava le specifiche di rendimento previste dal contratto. I collaudi sarebbero stati monitorati dal nuovo direttore dell'Operational Test e Office Evaluation (DOT & E) del Pentagono, nominato dal Congresso nel 1983, che aveva fama di uomo intransigente ed onesto.
Le prove furono effettuate alla fine del 1984, e diedero esito completamente negativo. Il sistema d'arma, in condizioni operative, si dimostrò incapace di colpire bersagli aerei in movimento, anche se volavano in linea retta, con il radar che non riusciva ad agganciare bersagli con eco di ritorno troppo piccoli come i droni. Per risolvere problema furono aggiunti ad un drone bersaglio quattro appositi riflettori di segnali radar, e il drone fu regolarmente agganciato dal radar ed abbattuto. Come il drone andò fuori controllo, il responsabile della sicurezza premette il pulsante per l'autodistruzione, ma questo fatto fu interpretato dalla stampa come un tentativo di falsare il test, e da quel momento in poi ogni successiva di prova fu descritta come falsa.
L'OT&E concluse che il sistema d'arma avrebbe potuto rispondere alle specifiche contrattuali, ma che i test evidenziavano notevoli problemi di affidabilità. I collaudi sui primi mezzi di produzione, eseguiti tra il dicembre 1984 e il maggio 1985 evidenziarono una continua serie di problemi, con il mancato raggiungimento di 22 dei 163 requisiti contrattuali, e con 22 gravi lacune emerse durante i test operativi. Contrariamente alle precedenti relazioni stilate dall'esercito, il direttore dell'OT&E, Jack Krings, dichiarò che il "Sgt. York" non è stato efficace nel proteggere adeguatamente le forze amiche durante i combattimenti simulati, anche se le sue intrinseche capacità fornivano un miglioramento rispetto all'attuale sistema [General Electric] Vulcan. Il "Sgt. York" non è adatto al compito a causa della scarsa disponibilità operativa emersa durante la test. Dai collaudi era emersa una disponibilità operativa del sistema pari al 33%, rispetto a quella richiesta del 90%.
Il 27 agosto 1985 Weinberger cancellò definitivamente il programma dopo che erano stati costruiti circa 50 veicoli. La maggior parte degli M247 di produzione sono stati utilizzati come bersagli sui poligoni dell'US Air Force. Un esemplare è esposto presso il Sgt. Alvin C. York State Historic Park di Pall Mall (Tennessee), uno si trova presso l'AAF Museum di Danville (Virginia), uno presso il Fort Snelling Military Museum di Minneapolis (Minnesota), e uno presso l'Arkansas National Guard Museum di Camp Robinson, North Little Rock (Arkansas).

### Annotazioni
1. ↑  Lo stesso montato sul caccia supersonico General Dynamics F-16A Fighting Falcon.
2. ↑  Lo stesso concetto operativo per il qualr furono sviluppati i semoventi ZSU-23-4 sovietico e Gepard tedesco.
3. ↑  Si trattava di un particolare versione dell'AIM-9D Sidewinder che equipaggiava i caccia dell'US Air Force.
4. ↑  La proposta per un semovente contraereo armato con due cannoni, di nuova concezione, fu avanzata dall'US Army Air Defence School nel maggio 1974.
5. ↑  A proporre l'utilizzo degli scafi dei due carri da battaglia fu il colonnello John Berry, presidente dell'US Armor and Engineering Board.
6. ↑  Nel gennaio 1978 la Ford ricevette un contratto del valore di 39,6 milioni di dollari per la costruzione di un prototipo, mentre la General Dynamics uno di 39.1 milioni di dollari. I due veicoli dovevano essere consegnati entro 29 mesi dalla firma del contratto.
7. ↑  Già installato sul cacciabombardiere Republic A-10 Thunderbolt II.
8. ↑  Per l'uscita dal mezzo ciascun membro dell'equipaggio disponeva di un proprio portello.
9. ↑  Il proiettile PFPX conteneva 640 biglie di tungsteno e 120 gr di Octol, un potente esplosivo. L'adozione di munizioni dotate di sofisticate spolette di prossimità garantiva di infliggere danni anche a bersagli che non fossero stati colpiti in pieno, entro un raggio utile di almeno 7 metri.
10. ↑  Il sistema d'arma fu ufficialmente designato solo alla firma del contratto.
11. ↑  In quella stessa data furono assegnati contratti per l'approvvigionamento delle munizioni, per la cifra di 13 milioni di dollari.
12. ↑  La nuova divisione Modello 86 doveva disporre di 36 semoventi M247 Sgt. York, assieme a semoventi Chaparral migliorati e missili superficie-aria portatili Stinger.
13. ↑  In seguito si scoprì che un vecchio radar ad impulsi degli anni cinquanta riusciva ad adempiere perfettamente all'l'inseguimento dei bersagli a bassa quota. In più la posizione del radar non consentiva di inseguire i bersagli a bassa quota a causa dell'ingombro del mezzo.
14. ↑  Fortunatamente il gabinetto era vuoto e non ci furono vittime.
15. ↑  Secondo l'OT&E ciò era dovuto all'integrazione di un radar progettato per l'uso aeronautico su di un mezzo terrestre.

### Fonti
1. ↑   Military-Today, M247 Sergeant York, su military-today.com. URL consultato il 9 marzo 2016 (archiviato dall'url originale il 5 settembre 2019).
2. ↑  Drago, Boroli 1992-94, p. 5.
3. 1 2 3 4 5 6  "M247 Sergeant York DIVAD"
4. 1 2 3 4 5 6  Drago, Boroli 1992-94, p. 3.
5. 1 2  Tillotson 1981, p. 69.
6. ↑   "M42 Duster", su globalsecurity.org.
7. ↑   "The Red Queen and the Vigilante", su quarryhs.co.uk. URL consultato il 9 marzo 2016 (archiviato dall'url originale il 13 maggio 2018).
8. ↑  (EN) Andreas Parsch, "General Dynamics MIM-46 Mauler", su designation-systems.net, 2002.
9. 1 2 3 4  McNaugher 1989, p. 103.
10. 1 2 3  Hunnicut 1984, p. 263.
11. 1 2 3 4 5 6 7 8 9 10  Hunnicut 1984, p. 264.
12. 1 2 3 4 5  Hunnicut 1984, p. 267.
13. 1 2 3 4  Hunnicut 1984, p. 265.
14. ↑   Anthony Williams, "The Red Queen and Vigilante", su quarryhs.co.uk. URL consultato il 9 marzo 2016 (archiviato dall'url originale il 13 maggio 2018).
15. 1 2 3  Tillotson 1981, p. 57.
16. 1 2 3 4  Drago, Boroli 1992-94, p. 4.
17. ↑  Gander 2013, p. 244.
18. 1 2 3 4 5  Gander 2013, p. 243.
19. 1 2  Hunnicut 1984, p. 268.
20. ↑  Jane's Armour and Artillery, Volume 11, p. 544.
21. 1 2 3 4  Moustafaev 2010, p. 80.
22. 1 2  Drago, Boroli 1992-94, p. 16.
23. ↑   Major Michael Ditton, "The DIVAD Procurement: A Weapon System Case Study" (PDF), in The Army Lawyer, agosto 1988,  pp. 3-9.
24. ↑  Gregg Easterbrook, "DIVAD", in Atlantic Monthly, October 1982, pp. 29–39
25. ↑  Gregg Easterbrook, The Washington Monthly, November 1984.
26. ↑  Rudolph Penner, Army Air Defense for Forward Areas: Strategies and Costs, U.S. Government Printing Office, 1986.
27. ↑  John Adam, The Sergeant York Gun: A Massive Misfire, in  IEEE Spectrum, February 1987.
28. 1 2  Irene Willhite, 40-mm DIVISION AIR DEFENSE GUN: DIVAD (Sgt. York), Cold War Times, March 2002, pp. 15–22.
29. 1 2 3   Bruce van Voost e Amy Wilentz, "No More Time for Sergeant York", in Time, 9 settembre 1985. URL consultato il 9 marzo 2016 (archiviato dall'url originale il 7 dicembre 2009).
30. ↑  Gregg Easterbrook, "York, York, York", in The New Republic, 30 December 1985.
31. ↑   "No time for Sergeant", in The Nation, settembre 1985.
32. ↑   "Gunning for Sergeant York", in Time, agosto 1985. URL consultato il 9 marzo 2016 (archiviato dall'url originale il 23 agosto 2013).
33. 1 2 3  McNaugher 1989, p. 104.